# باکلند موناکوروم
باکلند موناکوروم (به انگلیسی: Buckland Monachorum) یک منطقهٔ مسکونی در بریتانیا است که در West Devon واقع شده‌است. باکلند موناکوروم ۱٬۵۱۱ نفر جمعیت دارد.